# Hipernúcleo
Los hipernúcleos
 son sistemas ligados de hiperones y nucleones (protones y neutrones). Sus tiempos de vida medios son similares a los de los propios hiperones, de alrededor de 10-10s, característicos de la interacción débil por la cual se desintegran. 